# Flippie Flink (Amerikaanse stripreeks)
Flippie Flink (Engels: Beetle Bailey) is een Amerikaanse stripserie bedacht door Mort Walker. De serie loopt sinds 1950. De strip werd in Nederland onder andere gepubliceerd in Pep en uitgegeven door Oberon. De strip verschijnt wereldwijd in 1800 kranten. Sinds 2009 verschijnt de strip weer in het stripblad Eppo. Tegenwoordig wordt Walker ook geassisteerd door andere tekenaars zoals Jerry Dumas, Bob Gustafson, Frank Johnson en de drie zonen Neal, Brian en Greg Walker. Deze laatste wordt ook als mede-auteur vermeld.

## Plot
De strip gaat over een Amerikaanse legerbasis en de mensen die er werken. Hoofdpersoon is Flippie Flink, een aartsluie soldaat. Op de momenten dat hij wel wakker is, gedraagt hij zich erg stuntelig. Dit leidt geregeld tot conflicten met zijn meerdere, sergeant Snorkel. Andere karakters in de strip zijn de stokoude generaal en Flippies collega's.
De personages in de strip nemen nooit deel aan een oorlog of veldslag, maar hooguit oefeningen. De strip speelt zich naar de uniformen van de soldaten te oordelen ergens tussen de jaren 50 en jaren 70 van de 20e eeuw af.

## Karakters
- Flippie Flink (Beetle Bailey) is de hoofdpersoon. Hij is heel lui en slaapt graag uit.
- Sergeant Snorkel (sergeant Orville P. Snorkel) is de directe leidinggevende van Flippie. Hij is dik en houdt veel van eten. Flippie wordt geregeld door hem in elkaar geslagen wanneer hij weer eens ligt te slapen tijdens het werk. Zijn echte naam is sergeant Orville P. Snorkel.
- Bobo (Otto) is de hond van de sergeant. Hij draagt ook een militair uniform.
- Valentino ("Killer" Diller) een andere soldaat en een goede vriend van Flippie. Hij is erg populair bij de vrouwen en een echte playboy.
- De Goochem (Zero) is een niet al te snuggere soldaat die ook onder Sergeant Snorkel werkt. Hij maakt de domste fouten.
- Luitenant Plink (Lieutenant Sonny Fuzz) is een jonge ambitieuze officier. Zijn fanatieke houding irriteert de andere officieren nogal eens.
- De Generaal (General Amos T. Halftrack) is 78 jaar en toch stiekem verliefd op juffrouw Anneke (Miss (Sheila) Buxley). Thuis blijkt dat niet hij, maar zijn vrouw de broek aan heeft. Zijn echte naam is generaal Amos T. Motors. De Nederlandse naam generaal Motors is een verwijzing naar de Amerikaanse fabrikant van auto's. De oorspronkelijke Amerikaanse naam Halftrack, verwijst naar de naam Half-track, een bepaald type pantservoertuig met rupsbanden.
- Kokkie (Cookie Jowls) is een slechte kok. Tijdens het bereiden van het menu rookt hij sigaretten. Zijn eten is niet te eten, maar wel leuk om mee te spelen.

## Andere media
- In 1963 maakte King Features Syndicate een reeks korte animatiefilmpjes gebaseerd op de strip. In 1985 verschijnen er filmpjes in een nagesynchroniseerde versie in het AVRO-programma Kinderbios.
- Semic Press geeft in de jaren tachtig een eigen Flippie Flink-tijdschrift uit.